# 维珍互动

维珍互动的标志。

维珍互动娱乐是英国维珍集团原下设的电子游戏发行部门。

## 历史
成立于1983年，原名维珍游戏（Virgin Games）。2003年改名阿瓦隆互动，2006年关闭。